# Nailed
 (juillet 2017).
Si vous disposez d'ouvrages ou d'articles de référence ou si vous connaissez des sites web de qualité traitant du thème abordé ici, merci de compléter l'article en donnant les références utiles à sa vérifiabilité et en les liant à la section « Notes et références ».
Pour plus de détails, voir Fiche technique et Distribution.
Nailed est un film britannique réalisé par June Howson, sorti en 1981.

## Fiche technique
- Réalisation : June Howson
- Scénario : Bill Anderson
- Production : June Howson
- Sociétés de production : Granada Television
- Sociétés de distribution : Thames Television
- Pays d'origine :  Royaume-Uni
- Genre : Drame- fiction
- Dates de sortie télévision :  1981

## Distribution
- Colin Blakely  : Vieux protestant
- Liam Neeson  :  Jeune catholique
- Colm Meaney : Jeune protestant